# Science Café
Ett Science Café eller ett vetenskapscafé, även känt som Café scientifique, är en mötesplats för människor som är nyfikna på forskning. Oftast är det arrangerat på ett kafé eller bar där en eller flera forskare är inbjudna att tala om sitt arbete och föra en dialog om en aktuell händelse eller ett kontroversiellt område. Mötet sker i en informell och öppen atmosfär, och tanken är att flytta forskarna och forskningen från en akademisk struktur till platser där människor känner sig mer hemma för att nå en bredare publik. 
Syftet med Science Cafés är att anordna samtal om forskning som utgår från människors frågor, nyfikenhet och oro. Enligt författaren och neurologen Oliver Sacks: "Syftet med kaféerna är att föra vetenskapen tillbaka till kulturen".

## Bakgrund
Den första som organiserade ett Science Café var Duncan Dallas i Leeds i Storbritannien 1998. Konceptet byggde på den franska Café philosophique-rörelsen (filosoficafé) som filosofen Marc Sautet (1947−1998) startade i Frankrike 1992. 
I Frankrike startades fenomenet av forskare som tyckte att de borde informera allmänheten mer, och i Storbritannien av allmänheten som ville veta mer om vetenskap.

## Svenska caféer
I Sverige introducerades konceptet av den ideella organisationen Vetenskap & Allmänhet, VA, och British Council 2005. Vetenskapscaféer arrangeras regelbundet i Sverige, av bland annat Tekniska museet, Nobelmuseet, Högskolan Väst och Vetenskapsfestivalen i Göteborg.